# Julio Buschmann von Dessauer
Alfonso Julio Buschmann von Dessauer (Concepción, 9 de octubre de 1870-Osorno, 2 de julio de 1947) fue un empresario y político chileno de origen alemán, miembro del Partido Radical (PR). Es reconocido sobre todo en la zona de Osorno, su lugar natal, por su rol protagónico en la creación de instituciones regionales como el Banco Osorno y La Unión y la Sociedad Agrícola y Ganadera de Osorno (SAGO). Por otra parte, se le puede considerar como una figura clave en la historia de la actividad agroganadera del sur de Chile y el desenvolvimiento de Osorno durante la primera mitad del siglo XX, además de activo promotor de los contactos transnacionales Chile-Alemania.

## Primeros años
Nació en Concepción (Chile), el 9 de octubre de 1870; hijo de Jorge (Georg) Buschman Messerer y de Amelia von Desauer, ambos inmigrantes alemanes instalados en esa zona desde principios del siglo XIX.
A los diez años viajó a Múnich, Alemania donde cursó sus estudios primarios y secundarios, retornando luego a Chile donde estudió odontología en la Universidad de Chile, titulándose como dentista en 1895, profesión que ejerció hasta 1905.
Se casó con la también descendiente alemana María Bergk, y hacia 1900 se trasladó junto a ella hacia Osorno, dedicándose allí a la actividad agroganadera en predios de propiedad familiar. Gracias a su buen manejo empresarial fue prosperando y diversificando cada vez más sus negocios, aconteciendo aquello en un contexto favorable debido a la llegada del ferrocarril al sur de Chile, medio de transporte que desde principios del siglo XX facilitó el traslado de producción de bienes primarios hacia el gran mercado consumidor situado en la zona central del país.

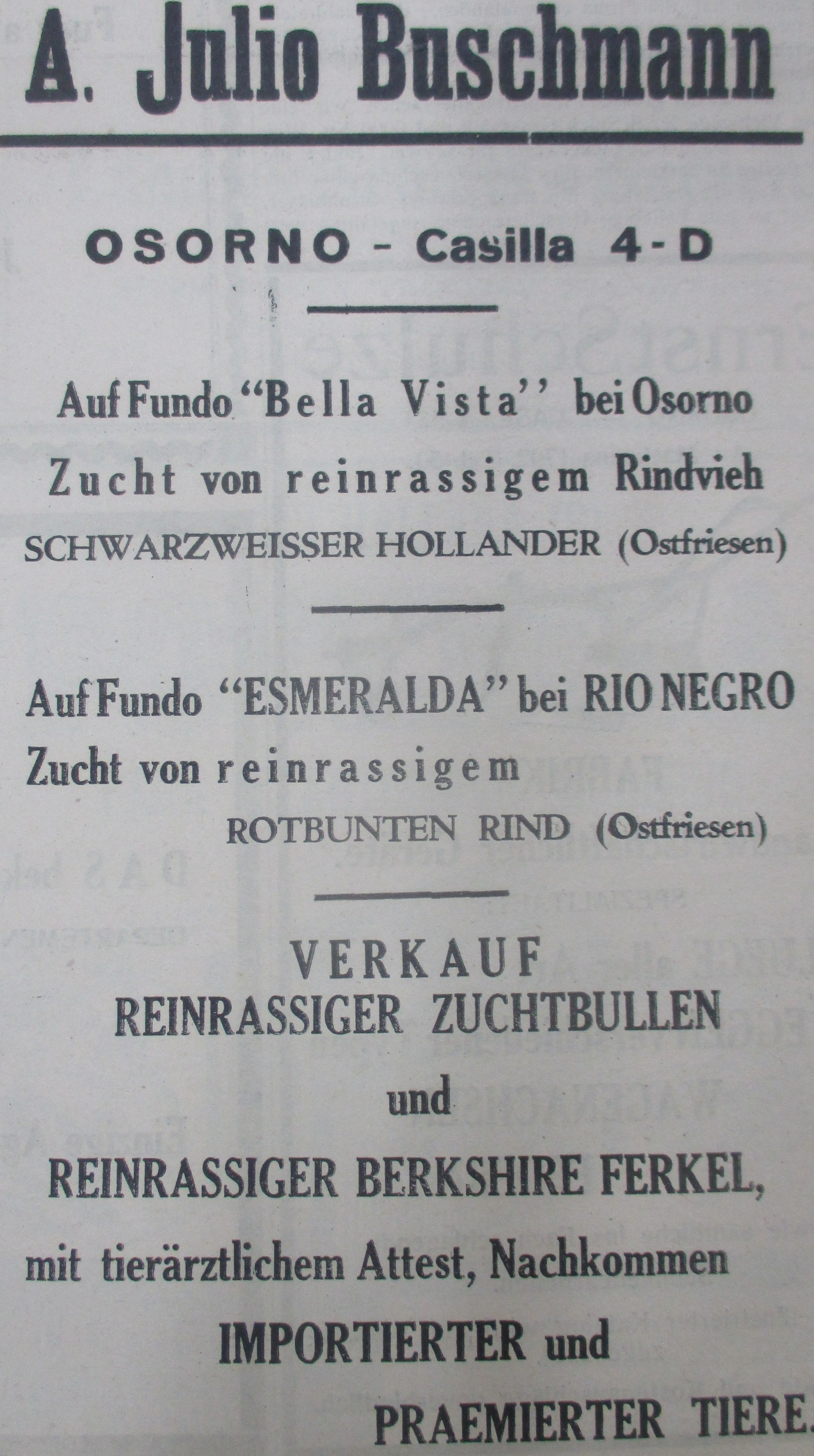
Publicidad en idioma alemán en el Deutsche Zeitung für Chile de Julio Buschmann sobre el comercio de ganado europeo importado, 1936.

En 1916 y en sociedad con Alberto Fuchslocher, fundó la primera feria de animales en Osorno, un establecimiento comercial pionero en la zona para su época. Posteriormente en 1908 participó como uno de los creadores del Banco Osorno y La Unión, ejerciendo inicialmente como su secretario general y años más tarde como su presidente. El 8 se enero de 1917 en los salones del Club Alemán local protagonizó la creación de la influyente Sociedad Agrícola y Ganadera de Osorno (SAGO), siendo también su primer presidente, cargo que ejerció durante ese año y luego en los periodos entre 1920-1923; y 1926-1935. Junto con crear la SAGO, promovió la realización de la primera exposición agroganadera e industrial de esta institución, escenario donde en los siguientes años y al menos hasta comienzos de la Segunda Guerra Mundial, se estimuló el contacto con Alemania en materia agropecuaria.
Además, participó en la creación y dirección de muchas otras instituciones económicas y sociales con asiento en la zona comprendida entre Valdivia y Llanquihue.

## Carrera política
Destacó también en su faceta política, pues como candidato del Partido Radical (PR) fue elegido como senador de la República, en representación del departamento de Llanquihue, por el periodo legislativo 1924-1930. No logró finalizar su periodo parlamentario debido a que mediante un decreto de la Junta de Gobierno, establecida tras un golpe de Estado, disolvió el Congreso Nacional el 11 de septiembre de 1924. En 1935, durante el segundo gobierno del presidente Arturo Alessandri, fue designado como ministro de Agricultura, sin embargo rechazó el cargo por motivos de salud.[cita requerida]
En 1939 ocupó los cargos de: director de la Sociedad de Lino, dedicada a la fabricación de lino; director de la Sociedad Periodística del Sur S.A., que producía los periódicos El Correo de Valdivia, La República y El Austral de Temuco; director de la Sociedad Anónima Agrícola y Ganadera Hacienda "Purrapel"; y como director y vocal 2° de la Sociedad Anónima Agrícola y Ganadera Hacienda "Calcufilo".
Falleció en Osorno, el 2 de julio de 1947, recibiendo múltiples homenajes. Sus restos descansan en el Cementerio Alemán de esa comuna y su nombre en la actualidad es recordado en la misma a través de una avenida que recorre la ciudad en sentido oriente-poniente.